# 中出し人妻不倫旅行
『中出し人妻不倫旅行』（なかだしひとづまふりんりょこう）は、AVメーカーBIG MORKALによるAVシリーズ。

## 概要
基本的に、女優と監督の2人きりの旅行をハンディカメラで撮影。待ち合わせから、旅行先の旅館、温泉などでのハメ撮りがメイン。

## 本編
| タイトル              | 主演女優     | 監督           | 発売日     |
| --------------------- | ------------ | -------------- | ---------- |
| 生出し人妻不倫旅行    | 楠本ゆかり   | カンパニー松尾 | 2005年5月  |
| 生出し人妻不倫旅行 02 | 日向ゆみ     | カンパニー松尾 | 2005年9月  |
| 生出し人妻不倫旅行 03 | 大越はるか   | 平野勝之       | 2006年03月 |
| 生出し人妻不倫旅行 04 | 鮎川るい     | 平野勝之       | 2006年04月 |
| 中出し人妻不倫旅行 05 | 風間ゆみ     | 平野勝之       | 2006年11月 |
| 中出し人妻不倫旅行 06 | 松本亜璃沙   | 蟹江大介       | 2007年05月 |
| 中出し人妻不倫旅行 07 | 桐原あずさ   | 蟹江大介       | 2007年08月 |
| 中出し人妻不倫旅行 08 | 森下理音     | 松浦太輔       | 2007年09月 |
| 中出し人妻不倫旅行 09 | Rico         | 蟹江大介       | 2007年10月 |
| 中出し人妻不倫旅行 10 | 葉月奈穂     | 蟹江大介       | 2007年11月 |
| 中出し人妻不倫旅行 11 | 望月加奈     | 蟹江大介       | 2008年02月 |
| 中出し人妻不倫旅行 12 | 北島玲       | YUMEJI         | 2008年10月 |
| 中出し人妻不倫旅行 13 | 黒木麻衣     | YUMEJI         | 2009年02月 |
| 中出し人妻不倫旅行 14 | 姫野りえ     | YUMEJI         | 2009年09月 |
| 中出し人妻不倫旅行 15 | 立花みずき   | YUMEJI         | 2010年02月 |
| 中出し人妻不倫旅行 16 | 阿川蘭       | YUMEJI         | 2010年05月 |
| 中出し人妻不倫旅行 17 | 瀬戸ありさ   | YUMEJI         | 2010年11月 |
| 中出し人妻不倫旅行 18 | 小出遥       | YUMEJI         | 2011年02月 |
| 中出し人妻不倫旅行 19 | 陽向さつき   | YUMEJI         | 2011年04月 |
| 中出し人妻不倫旅行 20 | 石倉えいみ   | YUMEJI         | 2011年08月 |
| 中出し人妻不倫旅行 21 | 有沢りさ     | YUMEJI         | 2011年12月 |
| 中出し人妻不倫旅行 22 | 長澤あずさ   | YUMEJI         | 2012年01月 |
| 中出し人妻不倫旅行 23 | 真木今日子   | YUMEJI         | 2012年03月 |
| 中出し人妻不倫旅行 24 | 島谷愛       | YUMEJI         | 2012年05月 |
| 中出し人妻不倫旅行 25 | すずきりりか | YUMEJI         | 2012年07月 |
| 中出し人妻不倫旅行 26 | 北条麻妃     | YUMEJI         | 2012年09月 |
| 中出し人妻不倫旅行 27 | 仲間麗奈     | YUMEJI         | 2012年11月 |
| 中出し人妻不倫旅行 28 | 本庄瞳       | YUMEJI         | 2013年01月 |
| 中出し人妻不倫旅行 29 | 平山こずえ   | YUMEJI         | 2013年04月 |
| 中出し人妻不倫旅行 30 | 小峰ひなた   | YUMEJI         | 2013年07月 |
| 中出し人妻不倫旅行 31 | 妃乃ひかり   | YUMEJI         | 2013年09月 |
| 中出し人妻不倫旅行 32 | 星咲優菜     | YUMEJI         | 2013年11月 |
| 中出し人妻不倫旅行 33 | 西條るり     | YUMEJI         | 2014年01月 |
| 中出し人妻不倫旅行 34 | 北川エリカ   | YUMEJI         | 2014年03月 |
| 中出し人妻不倫旅行 35 | 大塚れん     | YUMEJI         | 2014年10月 |
| 中出し人妻不倫旅行 36 | 本真ゆり     | YUMEJI         | 2014年12月 |
| 中出し人妻不倫旅行 37 | 新山かえで   | YUMEJI         | 2015年01月 |
| 中出し人妻不倫旅行 38 | 浜崎真緒     | YUMEJI         | 2015年03月 |
| 中出し人妻不倫旅行 39 | 希咲あや     | YUMEJI         | 2015年05月 |
| 中出し人妻不倫旅行 40 | 原千草       | YUMEJI         | 2015年07月 |

## スピンオフ作品
| タイトル                                | 主演女優            | 監督     | 発売日     |
| --------------------------------------- | ------------------- | -------- | ---------- |
| 中出し人妻不倫旅行 SPECIALW人妻不倫旅行 | 風間ゆみ/松本亜璃沙 | 蟹江大介 | 2008年05月 |
| 生出し女子校生不倫旅行                  | 沢井真帆            | 青木達也 | 2008年05月 |

## 総集編
| タイトル                                    | 主演女優                                                       | 発売日     |
| ------------------------------------------- | -------------------------------------------------------------- | ---------- |
| 中出し人妻不倫旅行 淫猥旅情 4時間           | 鮎川るい 楠本ゆかり 日向ゆみ 大越はるか                        | 2006年09月 |
| 中出し人妻不倫旅行 淫悦旅情 4時間           | 伊藤あずさ 松本亜璃沙 森下理音 風間ゆみ                        | 2008年12月 |
| 中出し人妻不倫旅行 淫欲旅情 4時間           | 風間ゆみ 望月加奈 葉月奈穂                                     | 2008年12月 |
| 中出し人妻不倫旅行 淫艶旅情 4時間           | 松本亜璃沙 北島玲 花野真衣 姫野りえ                            | 2010年08月 |
| 中出し人妻不倫旅行 淫倫旅情 4時間           | 小出遥 瀬戸ありさ 阿川蘭 立花みずき                            | 2011年09月 |
| 中出し人妻不倫旅行 淫密旅情 4時間           | 長澤あずさ 有沢りさ 陽向さつき 石倉えいみ                      | 2012年12月 |
| 中出し人妻不倫旅行 淫爛旅情 4時間           | 真木今日子 島谷愛 すずきりりか 北条麻妃                        | 2013年06月 |
| 中出し人妻不倫旅行 淫逸旅情 4時間           | 小峰ひなた 仲間麗奈 平山こずえ 本庄瞳                          | 2013年12月 |
| 中出し人妻不倫旅行 淫乳旅情 4時間           | 妃乃ひかり 星咲優菜 西條るり 北川エリカ（園田ユリア）          | 2014年07月 |
| 中出し人妻不倫旅行 淫媚旅情 4時間           | 大塚れん(綾瀬れん) 本真ゆり 新山かえで 浜崎真緒                | 2015年08月 |
| 中出し人妻不倫旅行 ブルーレイスペシャル版   | 望月加奈 葉月奈穂 Rico 森下理音 伊藤あずさ 松本亜璃沙 風間ゆみ | 2011年02月 |
| 中出し人妻不倫旅行 ブルーレイスペシャル版 2 | 北島玲 花野真衣 姫野りえ 立花みずき 阿川蘭 瀬戸ありさ          | 2011年11月 |
| 中出し人妻不倫旅行 ブルーレイスペシャル版 3 | 真木今日子 長澤あずさ 有沢りさ 石倉えいみ 陽向さつき 小出遥    | 2012年11月 |